# Maeda Toshinaga
Maeda Toshinaga est un nom japonais traditionnel ; le nom de famille (ou le nom d'école), Maeda, précède donc le prénom (ou le nom d'artiste).
Maeda Toshinaga (前田 利長, 15 février 1562 à Arako, 27 juin 1614) est un daimyo japonais, deuxième seigneur du domaine de Kaga. Fils ainé de Maeda Toshiie, il épouse Ei-hime, une des filles de Oda Nobunaga.
Il soutient Tokugawa Ieyasu et, après avoir reçu les terres de son frère Toshimasa dans la province de Noto, d'un rapport de 215 000 koku, il dispose d'un total de 1 250 000 koku, montant dépassé seulement par celui du shogunat. Toshinaga construit et réside au château de Kanazawa.
N'ayant pas d'enfant, il adopte son frère Toshitsune comme héritier.

## Source de la traduction
- (en) Cet article est partiellement ou en totalité issu de l’article de Wikipédia en anglais intitulé « Maeda Toshinaga » (voir la liste des auteurs).